# Кнот-Ахав
Кнот-Ахав (…Ті'-Хуун) (д/н — 618) — ахав К'анту у 599—618 роках.

## Життєпис
Старший син ахава Яхав-Те'-К'ініча II та його старшої дружини. наприкінці свого володарювання його батько зробив Кнот-Ахава своїм співправителем. В день 9.8.5.16.12, 5 Еб' 5 Шуль (26 червня 599 року) відбулася церемонія інтронізації. Єдиним ахавом Кнот-Ахав став у 603 році, після смерті Яхав-Те'-К'ініча II.
В перші роки значний вплив при дворі мав їц'ін Чеках-К'ініч, стрийко Кнот-Ахава. Останній намагався зберегти стан царства, що встановився під час володарювання попереднього ахава.
З нагоди закінчення періоду 9.8.10.0.0, 4 Ахав 13 Шуль (4 липня 603 року) була встановлена стела 6. В ознаменування закінчення к'атуна 9.9.0.0.0, 3 Ахав 3 Соц' (12 травня 613 року) встановлено стелу 5. Обидва монумента дають розуміння про династичні стосунки та ювілейні свята.
Помер у 618 році, владу успадкував зведений брат К'ан II